# Medi Laszen
 Medi Gregorj Giuszeppe Laszen (arabul: مدحي لحسن) (Párizs, 1984. május 14. –) francia születésű algériai labdarúgó, aki középpályásként játszik. Jelenleg a Getafe csapatában játszik, valamint az algériai labdarúgó-válogatottban.

## Statisztika

### Válogatott
(2014. július 9. szerint)
| Válogatott | Szezon   | Mérkőzés | Gól |
| ---------- | -------- | -------- | --- |
| Algéria    | 2009–10  | 6        | 0   |
| Algéria    | 2010–11  | 5        | 0   |
| Algéria    | 2011–12  | 11       | 0   |
| Algéria    | 2012–13  | 4        | 0   |
| Algéria    | 2013–14  | 7        | 0   |
| Összesen   | Összesen | 33       | 0   |